# Список грибов, занесённых в Красную книгу Вологодской области
В списке указаны все грибы, занесённые в первую Красную книгу Вологодской области в 2004 году. Колонки таблицы КВ и КР означают, соответственно, статус указанного вида в Красной книге Вологодской области и Красной книге России. В случае, если в Красной книге России какой-либо из описываемых видов отсутствует, то есть не отнесён ни к одной из указанных категорий, соответствующая ячейка списка оставлена незаполненной. В Красной книге России все виды поделены на 6 категорий. В Красной книге Вологодской области 5 категорий, кроме того виды оценены по категориям МСОП на региональном уровне. Категории имеют следующие обозначения:
| Красная книга Вологодской области: 0 — исчезнувшие или, по-видимому, исчезнувшие виды 1 — виды, находящиеся под угрозой исчезновения. 2 — «уязвимые» виды. 3 — редкие виды: а — с малым количеством особей в популяции; b — находящиеся на границе ареала; с — с узкой экологической амплитудой; d — реликтовые или эндемичные. 4 — виды с неопределённым статусом. | Красная книга России: 0 — вероятно исчезнувшие 1 — находящиеся под угрозой исчезновения 2 — сокращающиеся в численности 3 — редкие 4 — неопределённые по статусу 5 — восстанавливаемые и восстанавливающиеся | Красный список МСОП: EX — Исчезнувшие EW — Исчезнувшие в дикой природе CR — Находящиеся в критическом состоянии EN — Находящиеся в опасном состоянии VU — Уязвимые NT — Находящиеся в состоянии близком к угрожаемому LC — Вызывающие наименьшие опасения DD — Недостаток данных NE — Неоценённые |

Всего в Красной книге Вологодской области 21 вид водорослей, из них имеют описание 20 видов. Ни один из этих видов не входит в Красный список МСОП.
Согласно постановлению Правительства Вологодской области от 29.03.2004 № 320, Красная книга должна переиздаваться с актуализированными данными не реже, чем каждые 10 лет.
В нижеприведённом списке порядок расположения таксонов соответствует таковому в Красной книге Вологодской области.
| №  | Латинское название                            | Русское название и описание      | Изображение | КВ   | КР |
| -- | --------------------------------------------- | -------------------------------- | ----------- | ---- | -- |
| 1  | Macrolepiota procera Singer, 1948             | Гриб-зонтик пёстрый              |             | 4 DD |    |
| 2  | Grifola frondosa Gray, 1821                   | Грифола курчавая                 |             | 3 DD | 3  |
| 3  | Polyporus umbellatus Fr., 1821                | Трутовик зонтичный               |             | 3 DD | 3  |
| 4  | Craterellus cornucopioides Pers., 1825        | Вороночник рожковидный           |             | 3 DD |    |
| 5  | Clavariadelphus pistillaris Donk, 1933        | Клавариадельфус пестиковый       |             | 4 DD | 3  |
| 6  | Cortinarius violaceus Gray, 1821              | Паутинник фиолетовый             |             | 4 DD | 3  |
| 7  | Entoloma incanum Hesler, 1967                 | Энтолома седая                   |             | 3 DD |    |
| 8  | Chlorencoelia versiformis Dixon, 1975         | Хлорэнцолия изменчивая           |             | 3 DD |    |
| 9  | Hericium coralloides Pers., 1794              | Ежовик коралловидный             |             | 3 DD | 3  |
| 10 | Verpa conica Sw., 1815                        | Шапочка коническая               |             | 4 DD |    |
| 11 | Pycnoporellus fulgens Donk, 1971              | Пикнопореллус блестящий          |             | 3 DD |    |
| 12 | Eocronartium muscicola Fitzp., 1918           | Эокронарциум мохолюбивый         |             | 3 DD |    |
| 13 | Pluteus podospileus Sacc., 1887               | Плютей грязноногий               |             | 4 DD |    |
| 14 | Pluteus romellii Lapl., 1894                  | Плютей Ромелля                   |             | 3 DD |    |
| 15 | Pluteus umbrosus P. Kumm., 1871               | Плютей умбровый                  |             | 3 DD |    |
| 16 | Ceriporiopsis resinascens Domański, 1963      | Церипориопсис смолянеющий        |             | 3 DD |    |
| 17 | Punctularia strigosozonata P.H.B.Talbot, 1958 | Пунктулярия щетинисто-опоясанная |             | 3 DD |    |
| 18 | Rigidoporus crocatus Ryvarden, 1983           | Ригидопорус шафранно-жёлтый      |             | 3 DD |    |
| 19 | Russula aurea Pers., 1796                     | Сыроежка золотистая              |             | 3 DD |    |
| 20 | Russula azurea Bres., 1882                    | Сыроежка лазоревая               |             | 3 DD |    |
| 21 | Marasmius limosus Quel., 1877                 | Маразмиус болотный               |             | 4 DD |    |